# Kościół Matki Boskiej Nieustającej Pomocy w Radolinie
Kościół Matki Boskiej Nieustającej Pomocy – rzymskokatolicki kościół filialny należący do parafii Wszystkich świętych w Białej (dekanat Trzcianka diecezji koszalińsko-kołobrzeskej, metropolii szczecińsko-kamieńskiej).

## Historia
Jest to poewangelicka świątynia wzniesiona w stylu neogotyckim w 1893 roku, natomiast w 1906 roku została dobudowana do niej wieża, a w 1909 roku zostały zainstalowane na niej zegary.
Kościół został poświęcony w dniu 17 października 1945 roku.